# Josef Toufar
Josef Toufar (14. července 1902 Arnolec – 25. února 1950 Praha) byl český římskokatolický kněz, jehož poslední kněžské působiště byla menší venkovská obec Číhošť u Ledče nad Sázavou.
Poté, co se během jeho kázání při bohoslužbě v číhošťském kostele dne 11. prosince 1949 dodnes nevysvětleným způsobem rozpohyboval půlmetrový dřevěný křížek na oltáři, o čemž svědčilo 19 svědků, a rychle se rozšiřovala zpráva o tzv. číhošťském zázraku, plánovalo vedení KSČ této události zneužít ke zdiskreditování katolické církve (a následně proticírkevním opatřením). Toufar byl 28. ledna 1950 unesen do Valdic a členové speciální instruktážní skupiny StB se snažili jej krutým mučením donutit ke lživému doznání, že pohyb křížku nějakým způsobem sám inscenoval. (Toufar pak měl být později ve vykonstruovaném soudním procesu veřejně obviněn z podvodu a křesťanské náboženství ukázáno jako podvodné opium pokrokového lidstva.) Toufar se však neměl k čemu přiznat a ani technikům StB se nepodařilo sestavit podvodný mechanismus tak, aby fungoval. Po čtyřech týdnech bestiálního mučení Toufar 25. února 1950 zemřel po operaci ve Státním sanatoriu v Praze v Legerově ulici. Jeho mrtvé tělo bylo zahrabáno v hromadném hrobu v Praze-Ďáblicích a KSČ jeho jména zneužila v propagandistickém filmu Běda tomu, skrze něhož přichází pohoršení.
Římskokatolická církev v roce 2013 zahájila proces Toufarova blahořečení. V červenci 2015 byly Toufarovy ostatky převezeny zpět do Číhoště a slavnostně uloženy do hrobu. Roku 2024 byl Toufar právně rehabilitován.

## Životopis

### Rodinný původ

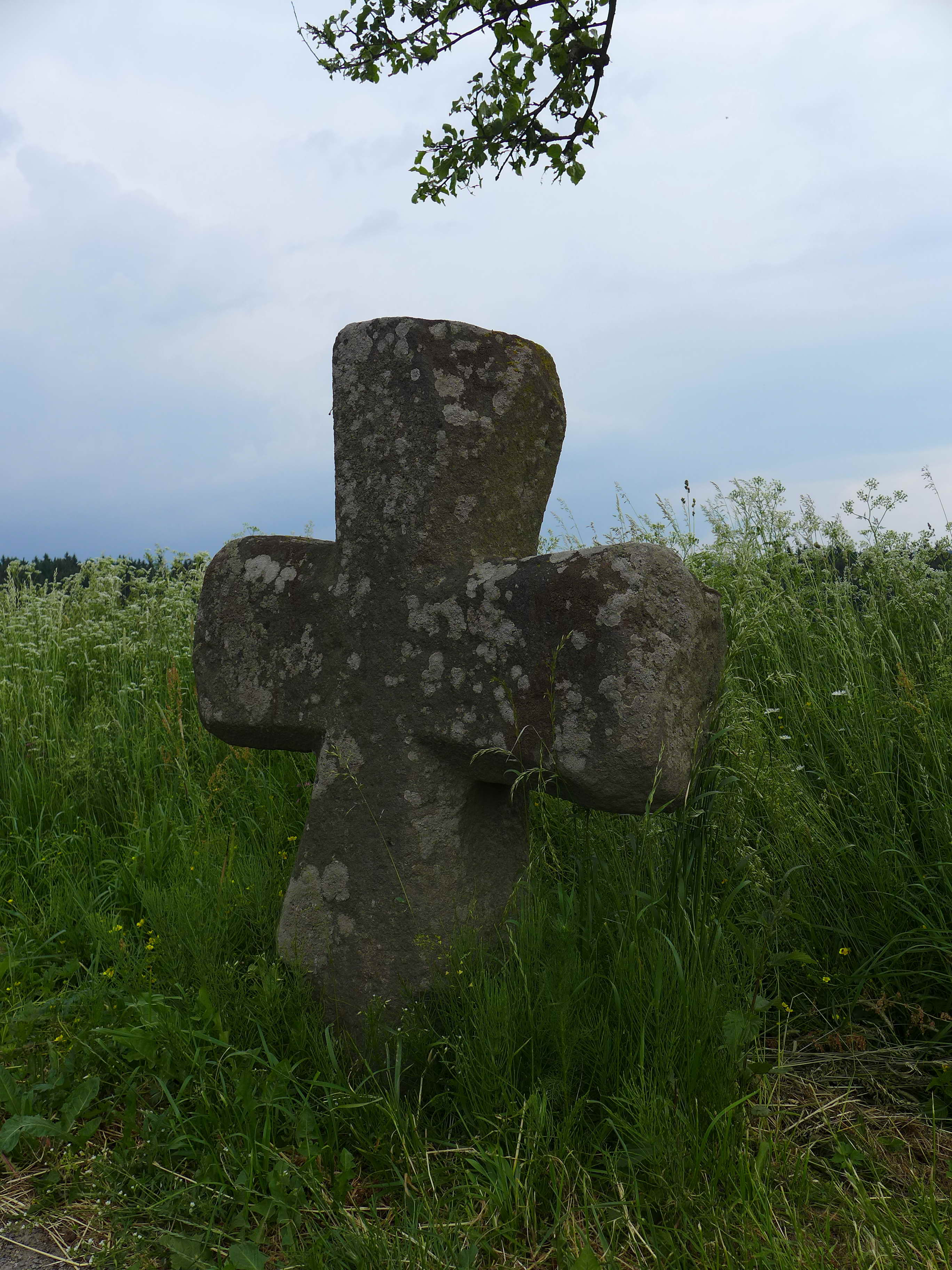
Cyrilometodějský smírčí kříž při silnici z Arnolce do Stáje. Kolem tohoto kříže chodil Toufar do otcova lesa, do polenské hospodářské školy a později se vracel od vlaku ze studií. Podle Doležala byl tento kříž pro Toufara odkazem k jeho rodným končinám i ke kořenům jeho křesťanské víry. Fotografii tohoto kříže měl Toufar ve svém osobním albu, které s ním putovalo od studií až po kněžská působiště.

Narodil se 14. července 1902 v Arnolci, asi 10 km od Polné, do typického venkovského prostředí vysočinské obce rakousko-uherské monarchie. Pokřtěn byl jmény Josef Jindřich. Jako v pořadí čtvrté dítě měl starší bratry Bohuslava (1895–1912), Vladimíra (1896–1965) a Stanislava (1899–1934) a mladší sestru Boženu (1907–1944).
Jeho otec Josef (1865–1927) hospodařil na 33 hektarech půdy a provozoval hostinec, jenž byl živým místem setkávání obyvatel obce. Dlouhá léta zastával funkci místního starosty a radního. Matka Marie roz. Mokrá (1877–1910) byla dle svědectví sousedů a příbuzných hodnou a pracovitou ženou, zemřela však předčasně již ve věku 33 let. Toufarův otec se po její smrtí podruhé oženil, druhá žena Kateřina roz. Kasalová (1872–1949) již tak pracovitá nebyla a jejich hospodářství začalo upadat, své nevlastní děti však měla ráda.

### Dětství a mládí

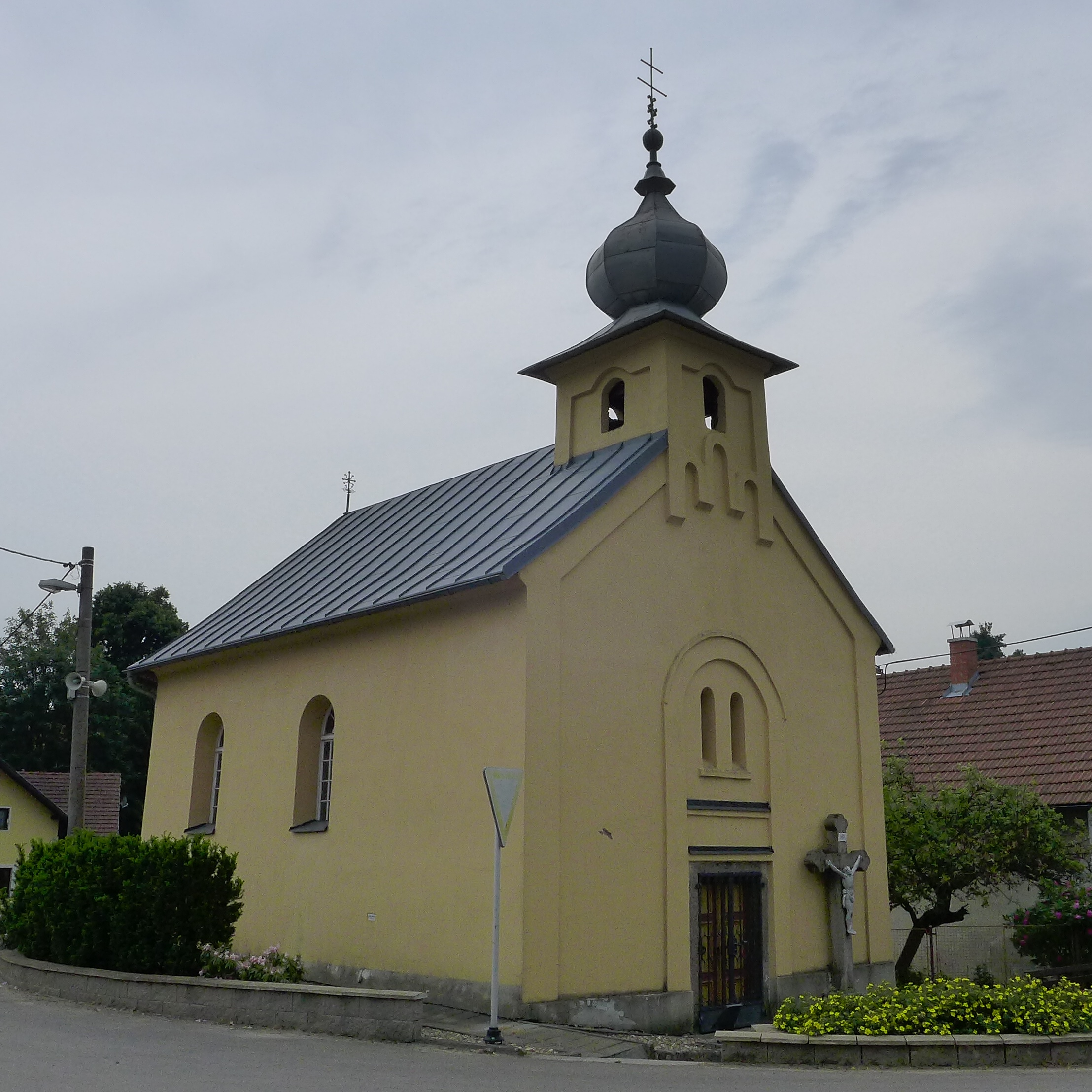
Kaple sv. Vendelína v Arnolci. Byla postavena roku 1874 za starostování Toufarova děda, Františka Toufara. Z oken Toufarova rodného domu je na kapličku dobře vidět.

Mladý Toufar prožil obvyklé vesnické dětství „s bosýma nohama, klukovskými bitkami, zimním draním peří, liturgicky prožívaným rokem a od útlého věku prací v hospodářství a se zvířaty“. Jako chlapec si měl rád hrávat na kněze. Od roku 1908 docházel do místní obecné školy. První čtyři třídy jej učil pan řídící Petr Kuta, výrazná osobnost, přísný, laskavý a spravedlivý „učitel tělem i duší“, jenž „neznal slova ‚nenaučí se‘“, též organizátor místního kulturního a spolkového života. Poté, co v roce 1914 nemohl kvůli vypuknutí 1. světové války nastoupit na královéhradecké Borommeum (na střední školu připravující možné budoucí kandidáty kněžství na vstup do semináře), dokončil žák Toufar dne 14. července 1916 obecnou školu v Arnolci. S výjimkou 18měsíční prezenční vojenské služby u 10. pěšího pluku Jana Sladkého Koziny v Brně, do které byl v roce 1922 odveden jako devatenáctiletý branec, strávil Toufar celé své dětství a mládí v Arnolci a pod přísnou autoritou až despocií svého otce pracoval v domácím hospodářství a pomáhal v otcově hostinci. Těžkou práci na polích a v lese zastával dobře zejména díky své robustní postavě a silným rukám, technicky zručný ani sportovně nadaný však nebyl. Kromě toho byl společenský, žil se svými vrstevníky, líbila se mu děvčata, rozuměl humoru a v místní kapele hrál na basu.

### Gymnaziální studia
Po smrti otce (26. června 1927) se domácí poměry uvolnily. Hospodářství se ujal jeho bratr Stanislav a Josef dostal podíl na dědictví. První rok ještě pomáhal bratrovi a kromě toho se přihlásil na Odbornou hospodářskou školu v Polné, kde absolvoval první ročník dvouletého zimního kurzu. V této době však definitivně dozrálo jeho rozhodnutí stát se knězem, samostudiem se připravil na přijímací zkoušku a v říjnu 1928 nastoupil do primy gymnázia v Německém Brodě. Vzhledem k tomu, že už mu bylo 26 let (zatímco jeho spolužákům jedenáct až dvanáct), byl jeho příchod na gymnázium velkou senzací a kuriozitou, která též přinášela řadu úsměvných příhod. V primě byl Toufar velmi dobrým studentem, a tak na začátku příštího roku vykonal postupovou zkoušku, přeskočil jeden ročník a nastoupil přímo do tercie. V následujících letech mu dle jeho spolužáků studium již nešlo tak hbitě, ale zvládal ho díky své píli, svědomitosti a nasazení. Kvůli srážce s profesorem matematiky, který si na něj zasedl a prohlásil, že jej nenechá vystudovat, přestoupil po kvintě na gymnázium v Chotěboři, které bylo považováno za studijně méně náročné. S přestupem mu pomohl P. František Xaver Boštík, katecheta na obou školách, básník a výrazná osobnost. Během gymnaziálních studií se Toufar přátelil se svými spolužáky, účastnil se studentských akcí včetně různých recesí, jezdil na školní výlety a absolvoval taneční. Letní prázdniny trávil v Arnolci. V červnu 1935 Toufar v Chotěboři maturoval.

### Studium teologie
Následujících pět let (1935–1940) strávil v Hradci Králové, kde absolvoval studia svaté theologie a formaci ke kněžství v místním kněžském semináři. Podobně jako na gymnáziu byl o více než 10 let starší než většina jeho spolužáků. Z tohoto období jeho života je poměrně málo známo, nedochovala se ani korespondence. Dle jeho spoluseminaristů byl ustanoven seminárním zdravotníkem a „choval se vzorně, byl pilným a příkladným žákem, ale géniem zase nebyl.“

### Primice
Podjáhenské a jáhenské svěcení přijal v hradecké seminární kapli sv. Jana Nepomuckého. Kněžské svěcení přijal 29. června 1940 (na slavnost apoštolů sv. Petra a Pavla) v chrámu Nanebevzetí Panny Marie v Hradci Králové z rukou biskupa Mořice Píchy. Jeho primice se uskutečnila 5. července 1940, na svátek sv. Cyrila a Metoděje, ve farním chrámu sv. Markéty ve Zhoři a předcházel ji (asi 6 km dlouhý) průvod od jeho slavnostně vyzdobeného rodného domu v Arnolci. (Z nařízení protektorátních úřadů na něm musela být vyvěšena vlajka s nacistickými znaky.) Dle pamětníka byla jeho primice „velká sláva, nikdo tam (v Arnolci) nikdy nepamatoval větší oslavu, kostel ve Zhoři byl zcela zaplněn“. Ještě před tím, než nastoupil na své první kaplanské místo, strávil asi měsíc ve Zhoři, kde zastupoval místního kněze po čas jeho hospitalizace.

### Kaplanem a farářem v Zahrádce

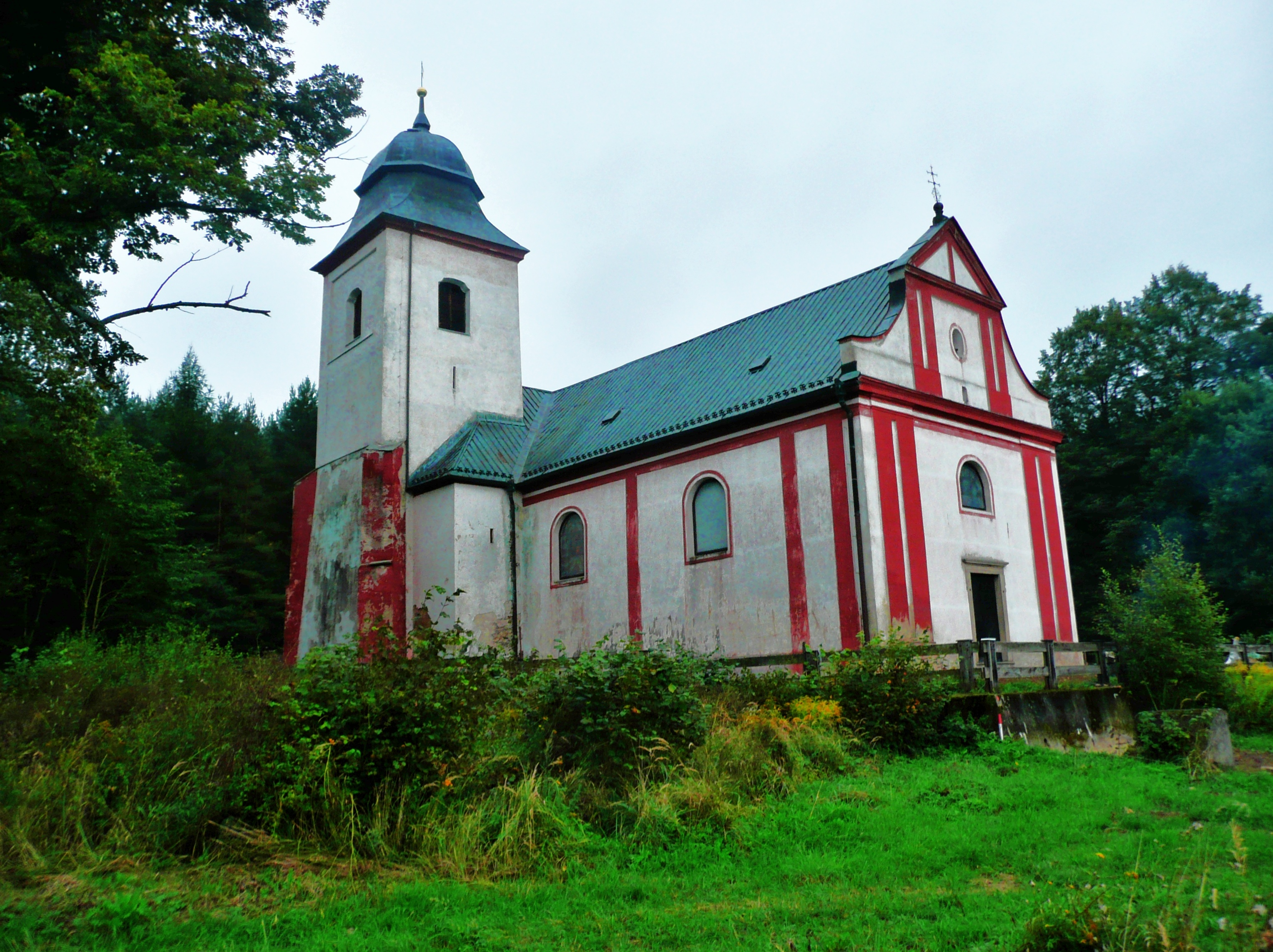
Kostel sv. Víta, v němž Toufar v Zahrádce sloužil bohoslužby.

#### Ustanovení
Královéhradecký biskup Mořic Pícha jej dekretem z 1. července 1940 ustanovil kaplanem v malém vysočinském městečku Zahrádka, jež se nacházelo na řece Želivce mezi Humpolcem a Ledčí nad Sázavou a za války mělo 916 obyvatel. Farnost kromě samotné Zahrádky zahrnovala 12 dalších obcí, stály v ní 3 kostely a jedna poutní kaple. Kaplan Toufar přijel z Arnolce do Zahrádky 15. srpna 1940, na slavnost Nanebevzetí Panny Marie. Přivítal jej děkan Jan Schwaller, jehož zdravotní stav se po mrtvici zhoršoval, kaplan mu tedy měl vypomáhat. V době jeho nepřítomnosti však měl zodpovědnost za celou farnost.

#### Pastorace
V novém prostředí se Toufar rychle zabydlel a cítil se dobře. Jeho hlavní pracovní náplní bylo vyučování náboženství v několika školách (například v roce 1940 úhrnem 22 hodin týdně), vyřizování agendy farního úřadu a sloužení bohoslužeb. Podle svědectví farníků byl dobrým a neohroženým kazatelem a výborným katechetou. Na rozdíl od svého předchůdce Schwallera (vychovávaného ještě za Rakouska-Uherska), jenž téměř nikdy nechodil „mezi lidi“, zastával moderní pastorační styl, lidi přímo oslovoval, organizoval farní život a snažil se, aby farnost co nejvíce žila. „Pro zahrádecké obyvatele se stal skutečným zjevením. Kněz tu najednou nebyl jen slavnostním celebrantem, křtitelem a vyučujícím, ale autoritou a osobností, která přirozeně překračovala hranice církve, světa se nestranila a s lidmi (i jiných vyznání) spolupobývala v citlivém kontaktu.“ Mimo to měl Toufar vyvinutou sociální vnímavost, často pomáhal potřebným, zejména dětem, a to hmotně, finančně i vlivem. Osloveno Toufarovým příkladem bylo několik zahrádeckých studentů, kteří se následně rozhodli pro studium teologie a kněžskou službu. Mezi nimi byl i pozdější rektor římského Nepomucena, zahrádecký rodák Karel Vrána.

#### Válečné události
Dusná atmosféra protektorátu a válečné komplikace se nevyhnuly ani Zahrádecku. Několik desítek místních občanů (a Toufarových farníků) bylo popraveno nacisty či odvlečeno do koncentračních táborů. Sám Toufar byl v březnu 1942 nucen asistovat sejmutí a odvezení zvonů z celé farnosti. V dubnu 1944 pohřbíval Václava Tomka, stárka z místního mlýna, který mlel mouku bez povolení a ze zoufalství před výslechem na gestapu spáchal sebevraždu. Pohřbu se účastnilo asi osm tisíc lidí z okolí a stal se tichou protiněmeckou demonstrací. „Zákeřné údery proti českému obyvatelstvu a všeobecná úzkost krvavých událostí“ ovšem obec (a farnost) ještě více semkly, mezi lidmi se zvýšila solidarita a řada místních nezištně pomáhala potřebným. Za těchto okolností se Toufarovi, který chrámové prostory nepovažoval pouze za posvátné a liturgické, ale v době nacismu též za místa chránící a pěstující českou kulturu a identitu, na Vánoce 1943 podařilo vybrat dostatek prostředků na renovaci oken zahrádeckého kostela, jež bývaly ve velmi zuboženém stavu. Obdobně se mu podařilo i zadat opravu tamějších varhan. Dne 24. dubna 1945 zemřel na mozkovou mrtvici děkan Schwaller, od té doby byl Toufar ve farnosti jediným knězem. Po Pražském povstání na začátku května 1945 byl v Zahrádce ustanoven revoluční národní výbor, jehož členem se stal i Toufar. Jako kněz neodmítal pomoc ani druhé straně. Dne 9. května 1945 do Zahrádky přijely první ruské jednotky.

#### Poválečná obnova
Po skončení války byl Toufar plně zaměstnán ve farnosti (kde již byl jediným knězem) a poválečnou obnovou. Dne 20. května 1945 (na Hod Boží svatodušní) sloužil velkou děkovnou bohoslužbu na poděkování za ukončení války s prosbami za zemřelé ve válce. V červenci 1945 se mu podařilo zorganizovat návrat několika zvonů zabavených Němci a zúčastnil se znovuposvěcení mariánské kaple na Horních Pasekách u tzv. Křižné studánky, kterou nechali místní obyvatelé obnovit na památku nabytí svobody. Toufar nechal tehdy do věžičky kaple pořídit malý zvon o váze 20 kilogramů, který na jeho objednávku ulila zvonařská rodina Manoušků v Brně.
V září 1945 nastal první Toufarův konflikt s místními komunisty. Okresní národní výbor zorganizoval vzpomínkovou slavnost, při níž měla být odhalena pamětní deska za války zastřeleným odbojářům v tzv. Kobylím Důle nedaleko Zahrádky. Slavnost se konala v neděli dopoledne v době bohoslužeb. Toufarova žádost, aby se konala po nich, byla ignorována. Akce se účastnilo několik tisíc lidí ze širokého okolí. Během slavnosti došlo při čestné salvě k přestřelení drátů elektrického napětí. Tyto dráty spadly do davu, výboje elektřiny na místě usmrtily 7 lidí a řadu dalších zranily.
Velkým úspěchem Toufarova organizačního talentu bylo jeho zásadní přispění ke zřízení měšťanské školy v Zahrádce v září 1945. Měl také podíl na založení Posázavského gymnázia v Ledči nad Sázavou. Dne 1. dubna 1946 jej královéhradecký biskup Mořic Pícha ustanovil svým dekretem za nového duchovního v Zahrádce. V neděli 12. dubna se tam konala velká slavnost, oficiální instalace faráře Josefa Toufara. „Přeplněný kostel ráno i odpoledne svědčil, jaké vážnosti se těšil 'velebný pán'“.

#### Sdružení katolické mládeže
Jedním z nejdůležitějších Toufarových zahrádeckých počinů, který výrazně proměnil poválečnou atmosféru místa, bylo na konci roku 1945 založení místní skupiny Sdružení katolické mládeže (SKM). Uskupení vyvíjelo pestrou činnost: pořádalo divadelní hry, výlety, taneční, kurzy šití a zavařování pro dívky, vesnické hasičské bály, přednášky, v roce 1947 uspořádalo slavnost dožínek. Stálých členů bylo 103, při pravidelných nedělních schůzkách na faře se scházelo ke třem stovkám mladých lidí. Jako protireakce byla založena místní skupina Svazu české mládeže, ale její členská základna nedosahovala ani dvou desítek osob; proti dynamickému SKM živořila a na jejich akce nikdo nechodil.
Toufarovo působení na katolickou mládež bylo vedeno snahou podchytit mladou generaci tak, aby z ní mohli vyjít zodpovědní křesťanští laici nesoucí a prosazující ideu svobody a demokracie. Podle Doležala bylo jednou z ústředních příčin zásahu zahrádeckých komunistů, kteří si vynutili Toufarovo přeložení.

#### Přeložení do Číhoště
V prvních poválečných volbách do Národního shromáždění, které proběhly v květnu 1946, se Toufar aktivně angažoval v Československé straně lidové. Účastnil se schůzí, veřejných diskuzí i přímo agitoval. Již tehdy byl velmi kritický vůči komunistům a veřejně před nimi varoval. Nakonec měl významný podíl na tom, že volby v Zahrádce vyhráli lidovci (obdrželi 215 hlasů, komunisté 209). To mu rudí partajníci nezapomněli.
Ve dnech komunistického převratu se v Zahrádce ustanovil Akční výbor Národní fronty (dominovaný komunisty), jehož zástupci prostřednictvím okresního akčního výboru (OAV NF) v Ledči nad Sázavou direktivním způsobem požadovali na biskupství Toufarovo přeložení jinam. Na dotaz hradecké biskupské konzistoře o sdělení důvodů přeložení ledečský OAV NF uvedl pouze stručně následující: „Veřejnost si nepřeje, aby farář J. Toufar zůstal v Zahrádce. Požádali jsme vás proto dne 28. 2. 1948 o přeložení faráře Toufara na jiné místo, aby bylo vyhověno veřejnému mínění lidu.“ Tyto zjevně nepravdivé důvody se prostřednictvím konzistoře dozvěděl i Toufar a 7. března 1948 se o svém zamýšleném přeložení zmínil při nedělním kázání.
V celé zahrádecké farnosti se bezprostředně po nedělní bohoslužbě strhla lavina občanské solidarity a protestů a v následujících dnech byly organizovány petice proti Toufarově přeložení. Dle Doležala tato (dobře archivně zdokumentovaná) petiční vlna nemá v těchto končinách Vysočiny obdoby. Jako rozhodující se ukázalo hlasování na schůzi zahrádeckého AV NF, v němž se vyjádřilo 9 členů pro přeložení, 6 proti. Vystupňovanému tlaku zahrádeckých komunistů nakonec hradecká biskupská konzistoř podlehla a na Bílou sobotu (27. března 1948) Toufarovi doporučila rezignaci. Farář Toufar o pár dní později s účinností od 1. dubna 1948 na svou funkci v Zahrádce rezignoval a následně byl jmenován administrátorem v Číhošti (a vedle toho kooperátorem ve Zbraslavících). Komunistický kronikář později do zahrádecké kroniky napsal: „Jako nejzavilejší hlava místní reakce řádil v obci farář Josef Toufar. Přesto, že sám byl nejdříve dělníkem a farářem se stal až kolem své třicítky, pracoval jako poslušný sluha papežův a tím si vysloužil i nucený odchod ze Zahrádky.“
Poslední Toufarova bohoslužba v Zahrádce se konala 11. dubna 1948 (na 2. neděli velikonoční).
Toufarovo přeložení ze Zahrádky byl jeden z mnoha případů šikanování a perzekucí kněží, řeholníků a řeholnic v období krátce po únoru 1948 (v době, kdy komunisté ještě církvi nevyhlásili otevřený boj, ale pokoušeli se s církví dohodnout, aby se tato "po dobrém" podvolila stranickému diktátu).

### Farářem v Číhošti

#### Začátek působení v Číhošti
Obec Číhošť, vzdálená asi 15 km od Zahrádky, měla oproti Zahrádce o polovinu méně obyvatel (416 ob.), drsnější podnebí i menší dostupnost od větších měst. Toufarův farní obvod zahrnoval též vesnice Kynice, Vlkanov, Nezdín, Horní a Dolní Prosíčka, Zdeslavice, Tunochody, Hroznětín a Hlohov. Do farnosti patřily čtyři obecné školy, číhošťský kostel Nanebevzetí Panny Marie a jedna poutní kaple. Celá farnost s přilehlými obcemi měla 1253 katolíků. Toufarovo nové působiště bylo skromnější než to předešlé, podle řady pamětnických svědectví mu však toto uskromnění nevadilo. Vedle působení v číhošťské farnosti také Toufar pravidelně dojížděl sloužit nedělní bohoslužby (jako administrátor excurrendo) do osm kilometrů vzdáleného Zbýšova, kde vypomáhal stařičkému faráři, R.D. Václavu Žižkovi.
Do svého nového působiště se Toufar jel poprvé podívat 14. dubna 1948 (v Číhošti se mu líbilo, ale fara potřebovala opravy), o dva dny později si tam stěhoval nábytek. Spolu s Toufarem se na číhošťskou faru nastěhovala i jeho jedenadvacetiletá neteř Marie Toufarová, která se stala Toufarovou kuchařkou a správcovou domácích prací na faře.
Ačkoli byl Toufar pevně srostlý s prostředím své původní farnosti a vzhledem ke svému věku (v roce jeho farářské instalace mu bylo již 44 let) zřejmě počítal s tím, že se Zahrádkou bude moci spojit celý zbytek svého života, pustil se v nové farnosti bez nejmenší známky zklamání nebo zatrpklosti rychle do práce. Prakticky hned po svém nástupu začal iniciovat opravu střechy věže kostela a farní budovy, která vyžadovala nutnou opravu, protože při dešti zatékalo na stropy pokojů. Ve velmi krátké době se seznámil s většinou farníků a stal se uznávanou osobností.

#### Působení v Číhošti
Podobně jako v Zahrádce i v Číhošti mezi hlavní Toufarovy činnosti patřilo vyučování náboženství, vyřizování agendy farního úřadu a sloužení bohoslužeb.
Při setkávání s farníky byl Toufar neformálním a ryzím knězem a v pohnuté poúnorové době působil jako kněz, který lidské společenství spojuje, nikoli rozděluje. Nestranil se lidí, často navštěvoval různé farníky u nich doma a všude byl zván a vítán. V místní hospodě navštěvoval taneční zábavy („živě diskutoval s pantáty ve výčepu a s úsměvem radil klukům, kterak mají dívku požádat o tanec“), rád se účastnil svatebních veselek, kde mohl neformálně hovořit s mnoha lidmi. Pravidelně se stýkal i s evangelíky. Chápal svou službu tak, že jeho farníky jsou všichni obyvatelé území farnosti, bez ohledu na to, zda se s katolickou církví identifikují, či nikoliv a on jako jejich kněz má za ně odpovědnost a má zde být pro ně. Tento neodtažitý přístup k lidem byl pro mnohé velmi oslovující.
Když měl někdo starosti, Toufar si je vzal za vlastní. Pomáhal např. studentům ledečského gymnázia přímluvou u zkoušejících profesorů nebo se u zkušebního komisaře přimlouval za číhošťské jinochy, kteří skládali řidičské zkoušky. Řadě lidí v Číhošti osobně vymohl důchody (psal žádosti a jezdil kvůli tomu do Prahy na ministerstva). Přímo na ministerstvu zdravotnictví v Praze vyjednal zřízení dentistické živnosti pro Číhošť a dále zařídil, aby byla v Číhošti otevřena poštovní kancelář.
I v Číhošti se Toufar zvlášť věnoval pastoraci mládeže. Navázal na činnost ve farnosti existující skupiny Sdružení katolické mládeže a rozšířil její činnost (skupina organizovala např. divadla a taneční zábavy). Mezi mladými lidmi i dětmi byl Toufar velmi oblíben, byl nejen duchovním rádcem, ale i dobrým společníkem. S místními dětmi dokonce po náboženství hrával fotbal, což nebývalo pro kněze úplně typické, byť to moc neuměl („sotva mičudou přihrál“). Podobně jako v Zahrádce se staral o číhošťské ministranty, kterým vymýšlel odměnu za jejich pomoc (např. pro ně přes studenta teologie v Římě sháněl italské známky).
Vedle duchovní správy se také staral o nutné opravy číhošťského kostela, do kterého pořídil nový křišťálový lustr, místo dosavadního nevhodného, o kterém se ve farní kronice vyjádřil, že jde o běžný pokojový lustr, který se do prostoru kostela vůbec nehodil. V létě roku 1948 s dopomocí farníků upravil okolí kostela, kde na místě starého a nedůstojného zrušeného hřbitova, kde se popelily slepice, vznikl parter upravený na jednoduchý ohrazený parčík.  Akce úpravy okolí kostela byla pak při výsleších a mučení Toufarovi předhazována jako údajná "příprava poutního místa na inscenaci zázraku", a takto byla akce interpretována také v následně vydaných proticírkevních brožurách.
Toufar na sobě pociťoval stupňující se zdravotní obtíže. Začátkem roku 1949 mu byla diagnostikována srdeční vada a lékař mu doporučil zmírnění dosavadních námah. Snažil se proto vyvázat z výpomoci ve zbýšovské farnosti, protože právě pendlování mezi Číhoští a Zbýšovem ho nejvíce vyčerpávalo. Biskupství začalo proto do Zbýšova vybírat nového kněze. Toufar se ještě přimlouval, aby byl vybrán někdo, kdo by se dobře snesl s tamním starým farářem Václavem Žižkou a umožnil tomuto ve Zbýšově klidné dožití. Do Zbýšova byl následně ustanoven kněz slovenského původu, bývalý fundatista v Malých Svatoňovicích, R.D. Imrich Gallovič.

### Číhošťský zázrak

#### Pohyb kříže
Dne 11. prosince 1949, na třetí neděli adventní, se v číhošťském kostele při dopolední bohoslužbě a právě během Toufarova kázání, ve chvíli, kdy posunkem levé ruky ukazoval ke svatostánku (pravou ruku měl v době pohybu kříže položenu na hrudi), rozkýval dřevěný oltářní křížek postavený na svatostánku a ten zůstal stát nakloněn a zkroucen s mírným převisem směrem ke kazatelně. Záhadný úkaz vidělo 20 svědků. Sám Toufar tento jev neviděl. Po kázání proběhla mše sv. normálně jako v jiný svátek. Toufar při této události ani na jednom z posluchačů nepozoroval byť sebemenší údiv anebo jiné pohnutí. Po mši svaté odešel z kostela domů na faru a strávil tam zbytek dne. Neměl žádnou návštěvu.

#### První týden po pohybu kříže
Druhý den ráno potkal Toufar jednoho z farníků, kovář Václav Pospíšil, a ten jej informoval o tom, že dva členové jeho rodiny a další farnice viděli při nedělní bohoslužbě pohyb kříže. Toufar byl rozrušen a domníval se o sobě, že je snad nehodný a že to pro něj bylo znamení. Po snídani a modlitbě odešel vyučovat náboženství. Během dne o případu hovořil s varhaníkem a dohodl se s ním, že musí být opatrní, protože nemají jistotu, zdali je tvrzení o pohybu kříže pravdivé. S nikým jiným toho dne až do večera o pohybu kříže nemluvil. Večer jej navštívil jiný farník a informoval ho o tom, že pohyb kříže viděl další farník. Toufar pohybu kříže začal věřit, protože tohoto farníka považoval za věrohodnou osobu. V následujících dnech mu ještě několik dalších místních lidí sdělilo, že jev s křížem vidělo. V důsledku toho, že věc již byla po vesnici rozkřiknuta, šel v sobotu 17. prosince 1949 na poradu k ledečskému děkanovi P. Václavu Slavíčkovi, oznámil mu, co se v Číhošti stalo a jak tento jev zapůsobil na místní obyvatelstvo, zejména mu zdůraznil, že v celé farnosti pozoroval depresi a stísněnost u věřících. Pan děkan jej vyslechl, povzbudil ho, poradil mu, jak událost lidem vysvětlit a jak podat hlášení na biskupství. Za tuto (de facto jednorázovou) pomoc Toufarovi zaplatil děkan Slavíček záhy tím, že byl sám brutálně perzekvován a i když se později mohl vrátit k aktivní duchovenské službě, z vyšetřování si odnesl celoživotní následky, zejména psychické.

#### Protokolace události
O týden později, v neděli 18. prosince 1949, zůstal Toufar po kázání na kazatelně a k událostem z minulé neděle uvedl následující: „Víte, co se u nás před týdnem v kostele stalo. Mnozí z vás to viděli, jak se nachyloval kříž. Nemůžete v tom viděti ani zázrak, ani nějaké znamení dobré nebo zlé, protože nám to Pán Bůh neřekl. Víme jenom jedno, že se nachyloval kříž. Nemusíme v tom viděti nějaké neštěstí, protože naše farnost je dobrá a naopak můžeme to považovati za vyznamenání naší farnosti. Pán Bůh nám ukázal, že skutečně mezi námi ve Svatostánku je a jaký má kněz zodpovědný kazatelský úřad, když nejen vy, ale i on sleduje jeho slova.“
Po proslovu Toufar věřící vybízel k ještě větší zbožnosti a k hojnější účasti na bohoslužbách a vyzval ty, kdo zjevení viděli, aby se mu přihlásili, protože s nimi musí zavést protokol, aby mohlo být podáno hlášení na biskupství a záležitost mohla být vyšetřena. Na jeho výzvu se jich přihlásilo celkem 19. Byli různého věku, povolání, sociálního zázemí i vzdělání. Toufar je později navštívil v jejich domovech, vysvětlil jim důležitost události a závažnost jejich prohlášení a zdůraznil, že jejich prohlášení bude pod přísnou přísahou. Každého jednotlivě požádal, aby napsal to, co sám viděl. Z 19 osob to vlastnoručně napsalo 17 osob, dvě zúčastněné to za sebe nechaly napsat, protože se jim třásly ruce a nebyly schopny samy psát.

#### Vyšetřování SNB
Ve středu 21. prosince 1949 přijeli místo ohledat náčelník stanice SNB v Ledči nad Sázavou František Goldbricht a vrchní strážmistr Josef Žáček. Goldbricht v roce 1968 vypověděl, že se Toufara na věc ptal, ale řekl, že nic neviděl a vše se dozvěděl od věřících. V kostele s Toufarovým souhlasem sejmul křížek z oltáře, prohlížel si ho a dal zpět na původní místo. Ještě před sejmutím pozoroval nepatrné vychýlení křížku do strany, které bylo způsobeno špatným nasazením kříže na hřebík v podstavci. Goldbricht křížek bedlivě prohlédl, ale neviděl žádnou stopu svědčící pro to, že by bylo na křížek něco upevněno. Nic zvláštního neviděl ani za oltářem. Nicméně mu prý bylo hned jasné, že o žádný "zázrak" jít nemohlo a jestliže se křížek hýbal, musel to někdo provádět pomocí nějakého mechanismu. Způsob později rekonstruovaný orgány StB však podle Goldbrichta neodpovídal skutečnosti. Goldbricht s Žáčkem potom vyslechli osoby, které hýbání křížku viděly, a všechny potvrdily, že k němu skutečně došlo. Goldbricht celou věc považoval za politickou záležitost a tak událost ohlásil na Krajskou správu StB v Jihlavě a předsedovi ledečského ONV Jaroslavovi Konopkovi.

#### Návštěvy v Číhošti
O úkazu v Číhošti se postupně začalo hovořit v celém okolí. Do Číhošti začali jezdit duchovní, bohoslovci, řeholníci, křesťanští laici, autobusy se zájezdy i zvědavci. Při nedělní mších bývalo v Číhošti tolik lidí odjinud, že již kostel nestačil. Na Hod Boží „celý park aut, kol a motorek“. Jeden z číhošťských farníků návštěvy popisoval následovně: „Přicházejí pěšky, přijíždějí vlakem, auty, autobusy a nákladními auty. Můžeme říci, že jsou to zatím víc zvědavci než katolíci, neb mnozí neumí ani kříž udělat, ale i pro tyto je zde místo.“
Návštěvy žádaly o prohlídku kostela a výklad toho, co se stalo, a chtěly znát Toufarův názor na celou věc. Toufar byl podle svědectví tehdejšího bohoslovce z farnosti Jana Zmrhala návštěvami natolik zaměstnán, že neměl čas se ani oholit, v klidu se pomodlit a připravit na kázání. Aby Toufar nemusel s každou návštěvou do kostela, dohodli se se Zmrhalem, že vyhotoví popis celé události s jednoduchým náčrtkem naklánějícího se křížku a tento vyvěsí na kostele. Autorem uvedeného popisu byl Zmrhal. Popis byl zarámován a pověšen na kostel. Protože řada návštěvníků chtěla mít na křížek nějakou památku, rozhodl se Toufar, že nechá vytvořit kvalitní fotografie interiéru chrámu a nakloněného křížku na oltáři. Autorem fotografií byl čáslavský fotograf Josef Peške, který pořídil sérii pěti fotografií – celého oltáře, vychýleného křížku z různých stran a postranního betlému. Fotografie v počtu 600 kusů Toufar rozdával zájemcům, kteří žádali nějakou pohlednici nebo obrázek.
Sám Toufar během prosincových a lednových týdnů napsal desítky dopisů, většinou odpovědí na dotazy ohledně vysvětlení událostí pohybu křížku a osobního pohledu na celou tajemnou událost.
Toufar prý měl už o Vánocích obavy, že státní orgány událost nenechají bez povšimnutí. Zvláště když se potom mezi lidmi začalo říkat, že to má znamenat konec komunismu. Podle Zmrhala říkal: „Buď budou zavřeni ti, kdo to viděli anebo já. Ale já jsem jeden a jich je devatenáct, takže se mnou to budou mít snazší“. Sám tedy začal počítat s tím, že bude nejspíše zatčen.

#### Reakce státních orgánů
Dne 29. prosince 1949 událost popsal ve své pravidelné zprávě ledečský okresní církevní tajemník František Sláma. Zprávu předal krajskému církevnímu tajemníkovi v Jihlavě Bohumíru Součkovi s tím, že „hlášení bylo StB včas učiněno“. O tři dny později ve věci osobně jednal předseda ledečského ONV Jaroslav Konopka na StB, kde mu bylo řečeno, že věc berou za svou a že ji vyřeší. Protože se však v Číhošti zvyšoval počet cizích návštěv a StB nijak nezasahovala, jel si Konopka stěžovat na ÚAV NF do Prahy, kde byl odkázán na Státní úřad pro věci církevní.
Záležitosti začala být věnována mimořádná pozornost z iniciativy Alexeje Čepičky, ministra spravedlnosti a předsedy Státního úřadu pro věci církevní, který tehdy řídil politické střetnutí s církevní hierarchií a v čihošťském zázraku uviděl skvělou příležitost, jak církev zdiskreditovat.

#### Zatčení
Ve středu 25. ledna 1950 navštívili Slámou a Konopkou vedení příslušníci jihlavského KV StB v Číhošti Toufara, ale na místě bylo zjištěno mnoho cizích návštěvníků a proto proti Toufarovi nemohli nijak zasáhnout. Následující den se jihlavští estébáci Toufara znovu pokusili v Číhošti zajistit, ale byl v této době zrovna v Jihlavě (na sjezdu mariánské družiny). V pátek 27. ledna Toufar pohřbíval babičku bohoslovce Jana Zmrhala a podle jeho svědectví tehdy Toufar vykládal své obavy. "Buď budu zatčen já nebo devatenáct svědků". Kvůli rozrušení se omluvil a nezúčastnil se závěru obřadu. V noci z 27. na 28. ledna Toufar podle svědectví jeho neteře, která spávala ve světnici pod jeho pokojem, vůbec nemohl spát a celou noc se modlil růženec.
Vzhledem k tomu, že jihlavským estébákům se nepodařil ani jeden pokus o Toufarovo zatčení, přikázal velitel StB Závodský provést Toufarovo zatčení za každou cenu a jakýmkoli způsobem (bez incidentu s místním obyvatelstvem) a do Jihlavy poslal "zkušenější" příslušníky z Prahy. K zatčení Toufara se v sobotu 28. ledna do Číhošti vypravilo 12 tajných policistů (3 z Prahy a 9 z krajské správy StB Jihlava). Nikdo z nich neměl v ruce zatýkací rozkaz na Toufara, ale bylo jim to jedno.
Dva tajní policisté se po setmění odebrali do Toufarova bytu a představili se jako redaktoři, kteří by potřebovali napsat článek o zázraku. Toufar byl ochotný jim vše popsat. Po krátké diskuzi jim nabídl, že jim to, jak se událost stala, ukáže přímo v kostele. Vzal si proto klíč od kostela a teplejší oblečení a domnělé redaktory vyzval, aby šli s ním. Příslušníci se mu venku na dvoře představili jako orgánové StB a vyzvali ho, aby s nimi odjel v připraveném voze. Toufar odpověděl, že dá domů klíč od kostela, ale to mu nebylo dovoleno. Odjezd se udál velmi rychle a nikdo z místních občanů jej nezpozoroval.
Večer z 28. na 29. ledna 1950 byl Toufar odvezen do trestního ústavu ve Valdicích u Jičína.

#### Příprava monstrprocesu
V pondělí po Toufarově sobotním zatčení (30. ledna 1950) se v Praze konalo zasedání PÚV KSČ (politbyra), které doporučilo, aby se vyšetřování číhošťského zázraku „urychleně skončilo a provedlo exemplární potrestání“. Sám prezident republiky Klement Gottwald vydal příkaz: „Rychle vyšetřit, proces a přísně potrestat.“ Téhož dne byl zatčen želivský opat (a Toufarův přítel) Bohumil Vít Tajovský a číhošťský kostelník František Pártl. Také byl z Číhošti odvezen předmět doličný – zkroucený oltářní křížek, který nebyl až do dnešní doby znovu nalezen. V následujících dnech a týdnech byli v souvislosti s číhošťským zázrakem zatčeny další osoby

#### Vyslýchání a mučení
Následující čtyři týdny (28 dní) od svého zatčení strávil Toufar jako vězeň číslo 8016 v děsivě promrzlých zdech valdické trestnice (aniž by tušil, kde je). Byl umístěn do cely na samém konci chodby budovy, oddělené od hlavní části trestnice, ale několikrát byl též umístěn do samovazby v suterénu. V tomto období musel prožívat obrovskou fyzickou tíseň (fyzické i psychické týrání, nevyspání, hlad, žízeň, zimu) a psychickou vyčerpanost.
Vyšetřování zázraku prováděla ve Valdicích sedmičlenná instruktážní skupina StB pod vedením Ladislava Máchy (který měl v rámci StB pověst jako sadista a surovec). Hlavním úkolem skupiny bylo zajistit Toufarovo doznání, aby jeho pozdější výpovědi při veřejném přelíčení demaskovaly církev jako podvodnou organizaci a "nástroj imperialismu". Skupina dále vyslýchala další zatčené v souvislosti se zázrakem. O průběhu vyšetřování podával každý den Mácha hlášení Čepičkovi a Závodskému. Mácha si od prvního dne stěžoval, že s Toufarem bude těžká práce a že si s ním zatím neví rady, protože jde o bigotního katolíka bezvýhradně oddaného církevním nadřízeným i věci církve.
Zachovalo se celkem 25 stran výslechových protokolů a několik dodatků. První a základní je na titulní straně datován 1. února 1950 a na jedenácté zakončen 2. února. (Je pravděpodobné, že výslech probíhal celou noc, protože výslechy zpravidla začínaly odpoledne a běžně trvaly do hluboké noci.) Výslechy následovaly v dalších dnech (a nocích), přičemž protokoly z přinejmenším jednoho výslechu se nezachovaly a některé z výslechů nebyly nahrávány ani z nich nebyly protokoly. Podle zprávy jednoho z účastníků vyšetřovací skupiny z roku 1968 Toufar naprosto popíral, že by měl jakoukoli účast na inscenaci zázraku (mechanickém zkonstruování pohybu křížku), prohlašoval, že sám nic neviděl a trval na tom, že se jednalo o zázrak. Toufarovo vyšetřování se proto soudruhům ze Státní bezpečnosti zadrhlo na mrtvém bodě – neměli ani Toufarovo přiznání, ani konkrétní důkazy, které by svědčily o podvodu. Při tom o případ mělo od samého začátku velký zájem nejvyšší vedení státu (na případ tlačil zejména Čepička, který byl nejenom v této věci jedním z nejbližších spolupracovníků Klementa Gottwalda). Soudruzi proto začali postupovat daleko tvrději a snažili se po Toufarovi přiznání dosáhnout za použití násilí (zejména surového bití) a dalších krutých metod (např. mu před výslechy podávali přesolená jídla a současně mu zakázali podávat pitnou vodu).

#### Vynucené přiznání
Bod zlomu ve výsleších Toufara přišel v pondělí 20. února 1950, v době, kdy již jeho fyzický i psychický stav byl dost špatný. Mácha obdržel od Závodského písemný rozkaz Čepičky, že má být Toufar všemi prostředky donucen k přiznání, načež Toufara surově zbil až tento Máchovi doznal. (Doznání však nebylo nahráno na cívku, ačkoli jinak byly všechny důležité výslechy nahrávány a přesně evidovány.) Toufar nicméně doznání odvolal s tím, že již týrání nemohl vydržet. Mácha v následujících dnech v týrání Toufara pokračoval a dlouhé hodiny jej surově bil hlava nehlava (pendrekem), až byl v takovém stavu, že se nemohl sám pohybovat ani pořádně sedět a velmi těžce mluvil. Vedle toho jej dále mučil i žízní. V tomto Toufarově stavu vznikl dne 22. února dodatek k výslechovému protokolu, v němž se Toufar údajně přiznal k homosexualitě, resp. k pedofilním stykům s celkem 11 mladými chlapci ve věku 9-12 let.
Vyšetřování ÚDV v 90. letech vyloučilo pravdivost těchto obvinění, jazykoví experti navíc dospěli k závěru, že Josef Toufar vůbec nebyl autorem přiznání a pouze podepsal text sepsaný někým jiným; mohl také podepsat pouze prázdný papír. Z textu je zřejmé, že ten, kdo jej formuloval, se příliš neorientoval v terminologii, kterou používal. Text je psán v dlouhých souvětích, kterých by mučený člověk s největší pravděpodobností nebyl schopen. Při pozdějším vyšetřování pak vyšlo najevo, že styl údajných přiznání vůbec neodpovídá Toufarovu běžnému verbálnímu projevu.). Rovněž bylo vynuceno doznání, že skrytě pohyboval křížkem (i zde experti dospěli k závěru, že text sepsal někdo z vyšetřovatelů, navíc rekonstrukce prokázala, že popisované zařízení na pohyb křížku nemohlo fungovat). Pohyb křížku se nepodařilo vysvětlit dodnes: žádný z mechanismů, který StB sestavila či prohlásila za prostředek k pohybování křížkem, podle rekonstrukcí buď nemohl fungovat, nebo by musel být na holém oltáři jasně viditelný.

### Úmrtí
V noci z 23. na 24. února byl farář Toufar již ve velmi vážném stavu převážen z Valdic do Číhoště, kde měla být nafilmována rekonstrukce „podvodného zázraku“. Použit byl nakonec pouze krátký záběr, neboť Toufar nebyl fyzicky v takovém stavu, že by zvládl delší natáčení. Navzdory těžkému stavu jej vezli nazpět do Valdic. Již během cesty bylo zřejmé, že Toufarův stav není dobrý a rychle se zhoršuje.
Teprve 25. února 1950 byl Josef Toufar v kritickém zdravotním stavu způsobeném mučením převezen do pražského státního sanatoria, kde byl okamžitě operován. Několik příslušníků StB si vynutilo svou pasivní přítomnost přímo na operačním sále, aby i lékaři byli během operačního výkonu pod dohledem. Během operace bylo v Toufarově břišní dutině zjištěno značné množství nazelenalé, hnisavé a zapáchající tekutiny. Tekutina byla odsáta a vysušena pomocí operačních roušek. Těchto roušek bylo k vysušení břišní dutiny potřeba celkem 27, a to o rozměrech 70x70 centimetrů. Již během operace se do sanatoria dostavil Toufarův hlavní mučitel Mácha. Jeho spolupracovníci později vzpomínali, že Mácha byl po celou dobu značně nervózní a obával se dalšího vývoje. Měl Toufara "připravit" pro chystaný monstrproces a nikoliv jej zabít. Bylo mu jasné, že v případě Toufarovy smrti mu bude hrozit trest. Nikoliv však za zabití nevinného kněze, ale za „nesplnění stranického úkolu“.
I přes veškerou snahu lékařů Toufar několik hodin po operaci skutečně zemřel. Do úmrtního listu musel podle pozdějšího vyšetřování lékař na příkaz StB zapsat jako důvod smrti pouze prasklý žaludeční vřed a vynechat jasné stopy mučení (již v roce 1950 se spekulovalo však i o tom, že Mácha dal panu faráři při výslechu vypít neznámou tekutinu, snad kyselinu, která problémy se zažívacím traktem způsobila[zdroj?]). O 18 let později se při vyšetřování smrti Josefa Toufara vyjádřil MUDr. František Mauer takto: „Při operaci Josefa Toufara jsem tehdy asistoval. Dělali jsme všechno, co bylo v lidských silách, ale toho člověka nebylo možno zachránit. Byl neobyčejně surovým způsobem utlučen k smrti. Řekl bych – jasná vražda!“
Pitvu Josefa Toufara vykonal prof. MUDr. František Hájek, který následně na nátlak bezpečnostních orgánů upravil pitevní protokol tak, že z něj vypustil všechna zjištění, z nichž by se dalo usuzovat, že Toufar byl před smrtí mučen.
V Toufarově rodině je doložena vzpomínka Vladimíra Toufara, staršího bratra číhošťského kněze. V noc, kdy jeho bratr, kněz Josef, v pražském sanatoriu zemřel, zdál se Vladimíru Toufarovi velmi živý sen, ve kterém tohoto svého bratra uviděl ve značně zmučeném stavu (Josef Toufar měl ve snu zkrvavenou tvář, vyražené oko a ovázanou hlavu).

### Zmizení těla
Soudruhům bylo jasné, že Toufarova nečekaná smrt nejen zmařila plány na chystaný monstrproces, ale mohla by také způsobit další problémy, právě vzhledem k okolnostem, za kterých číhošťský kněz zemřel. Nebylo žádoucí, aby vyšly najevo brutální metody, které byly tehdy používány. Příslušník StB Bohumil Košař se pokusil domluvit na Pohřební službě urychlenou Toufarovu kremaci. Ta byla skutečně objednána, Košařovým nadřízeným se však lhůta do jejího provedení zdála příliš dlouhá. Toufarovo mrtvé tělo bylo v Anatomickém ústavu na Albertově a permanentně bylo hlídáno, aby nemohlo být ani spatřeno nikým kromě personálu. Nakonec bylo rozhodnuto o převozu mrtvého těla na hřbitov v Praze-Ďáblicích. Zde byl Josef Toufar okamžitě po převozu vložen do hromadného hrobu u severní hřbitovní zdi, kam se jinak ukládaly mrtvoly sebevrahů, popravených politických vězňů, dětské plody po provedených potratech a lidská torza, na kterých předtím probíhala výuka anatomie na lékařských fakultách. Příslušník StB Robert Skerl na místě vyhotovil náčrtek příslušné hrobové jámy, čímž nadřízeným dokládal, jak bylo s Toufarem po smrti naloženo.
Josef Toufar byl pohřben pod falešným jménem J. Zouhar, příbuzným byla jeho smrt oznámena až po čtyřech letech (ač jeho neteř se snažila o něm získat nějaké informace již krátce poté, co byl zatčen). Vedoucí vyšetřovatelského týmu, který Toufara umučil k smrti, Ladislav Mácha, byl zpočátku potrestán jen stranickou důtkou (spíše za neúspěch než za samotnou smrt vězně, protože Toufar se vzdor mučení nikdy k ničemu nepřiznal – buď nepřiznával vůbec, nebo vynucená přiznání po skončení týrání obratem odvolával).

## Revize Toufarovy kauzy

### Pokus o revizi Toufarovy kauzy v 60. letech 20. století
V roce 1968 otiskla tehdejší Lidová demokracie sérii článků redaktora Jiřího Brabence, který se dostal k informacím o kauze kolem Josefa Toufara a Číhošťského zázraku, upozornil na řadu nejasností a nenormálností ve vyšetřování z 50. let a připomněl Toufarův tragický osud. Tehdy také Toufarova neteř a někdejší číhošťská farní hospodyně, Marie Toufarová, provd. Pospíšilová, podala na prokuraturu žádost o revizi procesu. Tyto snahy bedlivě sledoval někdejší Toufarův mučitel Ladislav Mácha (který mezitím vystudoval práva a v rámci bezpečnostních složek udělal slibnou kariéru), a průběžně si stěžoval na Obvodní prokuratuře pro Prahu 2, která věc vyšetřovala, protože v jejím obvodu se nacházelo sanatorium, v němž Toufar zemřel. Mácha opakovaně tvrdil, že jde o systematické pronásledování a šikanu jeho osoby, snažil se svou vinu popřít a působit spíše jako oběť. Na Jiřího Brabence podala manželka Ladislava Máchy trestní oznámení, které ale bylo prokuraturou zamítnuto, protože vyšetřování prokázalo, že redaktor Brabenec vycházel z materiálů a zjištění, která nelze objektivně zpochybňovat. Lidová demokracie si přisadila článkem, v němž sdělila, že podobně již Jiřího Brabence žalovali před druhou světovou válkou Konrad Henlein a K. H. Frank. Skutečně bylo zahájeno nové přešetření celé kauzy. Během nového přešetřování se potvrdily nepřijatelné Máchovy metody a nejrůznější podivnosti původního vyšetřování. Prokázala se také vylhanost obviňování Toufara z údajné homosexuality a pedofilie.
Krátce po sovětské okupaci se ale opět objevily snahy zastavit pokusy o revizi Toufarova případu. Na ďáblickém hřbitově došlo k záhadnému požáru v kanceláři správy hřbitova, při kterém shořely evidenční knihy hromadných hrobů z 50. let a byly tedy zničeny i originální doklady o tom, kde je Toufar pohřben. Shodou okolností potřebnou část tzv. Polohové knihy hromadných hrobů krátce předtím nafotil příslušník StB, major František Machara, pověřený revizí Toufarova případu, a nafocené snímky se mu podařilo uchovat i do budoucna. Vyšetřování z konce 60. let bylo nakonec zastaveno. Mácha byl nicméně vyloučen z KSČ, musel odejít z bezpečnostních složek a od podzimu roku 1968 pracoval jako podnikový právník na OPBH pro Prahu 6. Ostatní, kteří se podíleli na Toufarově vyšetřování, které skončilo jeho smrtí, byli sice vyslechnuti, ale jejich výpovědi byly vedeny pouze jako svědecké a trestáni nebyli.

### Nové vyšetřování v 90. letech
Nově začal Číhošťskou kauzu a tragickou smrt tamního faráře vyšetřovat po roce 1990 Úřad dokumentace a vyšetřování zločinů komunismu. Ladislav Mácha byl obžalován a konal se soud. Máchův advokát tehdy nastylizoval omluvu Toufarovým pozůstalým, kterou předložil soudu. Mácha se od této omluvy však obratem distancoval. V roce 1998 byl Ladislav Mácha odsouzen k pěti letům odnětí svobody nepodmíněně (nepodařilo se prokázat přímou souvislost mezi mučením a smrtí, přestože byla podle expertů vysoce pravděpodobná, ani úmyslné pozdní poskytnutí pomoci). V roce 1999 odvolací soud změnil trest na dva roky. Mácha trest nastoupil v roce 2002, po roce byl podmíněně propuštěn. Ladislav Mácha vývoj „kauzy“ kněze Josefa Toufara bedlivě sledoval po celý zbytek svého života.
Zemřel na podzim roku 2018.

### Rehabilitace v roce 2024
V srpnu roku 2024 se krajský soud v Hradci Králové začal na podnět zakladatele brněnského Muzea českého a slovenského exilu 20. století Jany Kratochvíla zabývat rehabilitací Josefa Toufara za jeho nezákonné vazební stíhání. Podle advokáta Lubomíra Müllera, který zpracoval podnět k rehabilitačnímu řízení, se v případu řešila otázka, zda byl Josef Toufar vzat do vazby oprávněně, anebo zda splňuje předpoklady k právnímu očištění a byla vyslovena jeho účast na soudní rehabilitaci podle zákona číslo 119/1990. Jelikož Josef Toufar neměl žádné potomky či sourozence, kteří by mohli návrh na soudní rehabilitaci podat přímo, podal návrh státní zástupce František Jedlička. 10. října téhož roku Krajský soud v Hradci Králové rehabilitoval faráře Josefa Toufara za nezákonné zatčení a vazební stíhání v roce 1950.

## Blahořečení

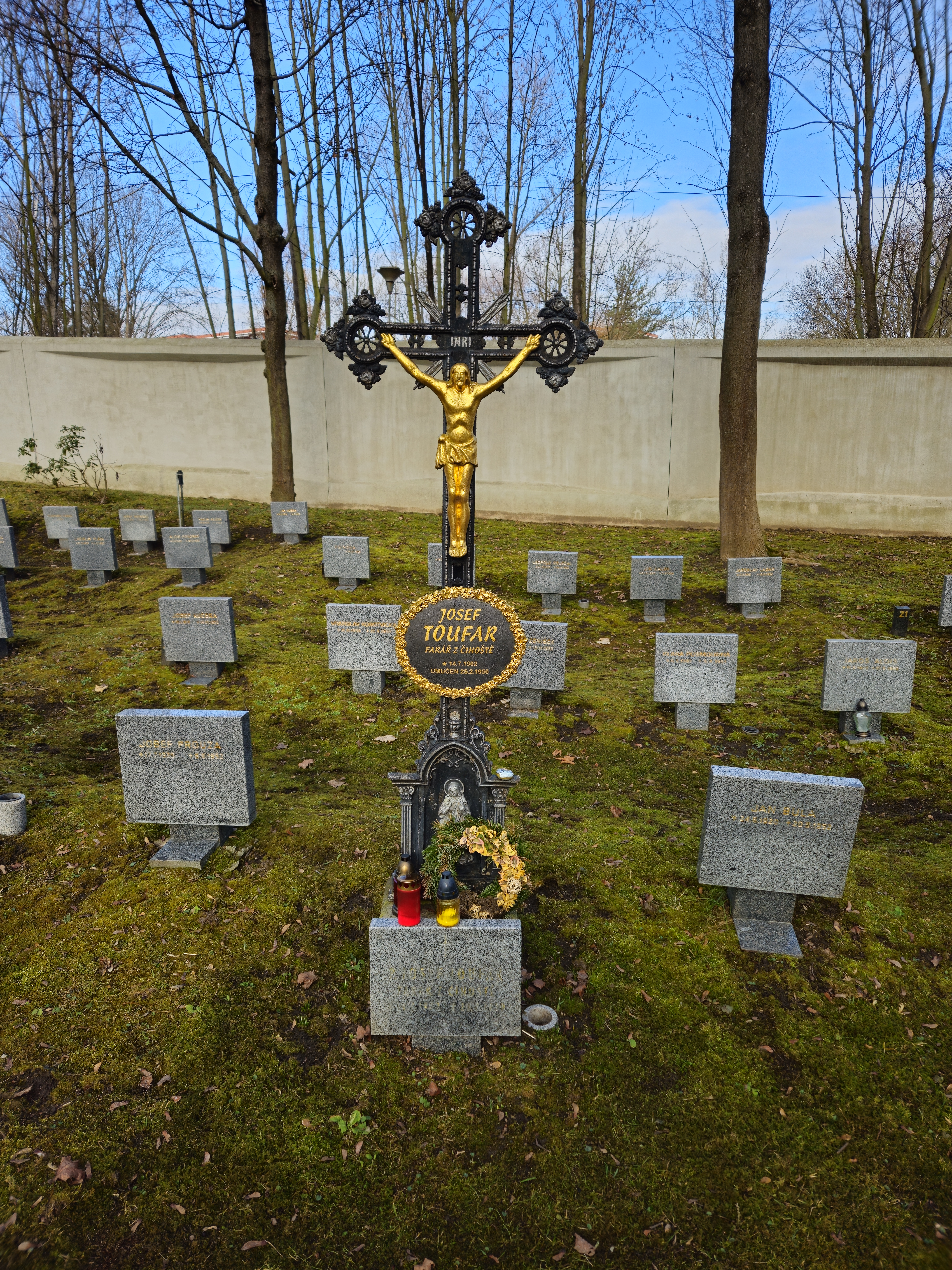
Čestné pohřebiště popravených a umučených z padesátých let – třetí odboj (Ďáblický hřbitov, připomínka Josefa Toufara)

V dubnu 2013 dala Česká biskupská konference souhlas k zahájení procesu blahořečení Josefa Toufara. Nejdříve bude jeho život zkoumán na úrovni královéhradeckého biskupství. Postulátorem kauzy v roce 2013 jmenoval biskup Jan Vokál historika a kněze Tomáše Petráčka. Pokud zkoumání potvrdí, že nic nebrání blahoslavení, odešle se spis do Říma. Poslední slovo bude mít papež.
Pro blahořečení je nutná exhumace Toufarových ostatků, která měla spolu s jejich identifikací stát asi 300 tisíc korun. Proti exhumaci se postavilo sdružení bývalých politických vězňů, které ji považovalo za neetický a necitlivý čin. Porozumění pro vyzvednutí ostatků naopak vyjádřilo vedení Konfederace politických vězňů České republiky. Podle ní se vyzvednutím ostatků nenaruší úcta ke všem ostatním obětem zločinů komunismu, jejichž pozůstatky se před exhumací nacházely v blízkosti Toufarových ostatků.
K vyzdvižení Toufarových ostatků z hromadného hrobu nakonec došlo 14. listopadu 2014. Jelikož z lebky se zachovaly pouze zlomky, nebylo možno ověřit pravost ostatků superprojekcí lebky do fotografie. Nález však souhlasil se záznamy z dochované strany polohové knihy (kterou před požárem v roce 1968 stačil ofotit estébák František Machara), kostra odpovídala pohlavím, výškou i přibližným věkem a v oblasti pánve byl nalezen gumový chirurgický drén. Zkoumání profilu DNA určilo, že ostatky skutečně patří Josefu Toufarovi s pravděpodobností přesahující 99 procent.
Tomáš Petráček v lednu 2019 podal žádost o zahájení kanonizačního řízení. V souladu s pravidly kanonizačního řízení byli vyzváni věřící, kteří vlastní dokumenty o Toufarově životě, aby tyto poskytli královéhradeckému biskupství jako podklady pro další rozhodnutí v této záležitosti.

### Pohřeb
V neděli 12. července 2015 byl před chrámem v Číhošti uspořádán Toufarův pohřeb se slavnostní mší, kterou celebroval královéhradecký biskup Jan Vokál a promluvil na ní arcibiskup pražský a primas český Dominik kardinál Duka. Slavnosti se účastnili další církevní hodnostáři, několik tisíc věřících i zahraničních návštěvníků. U rakve mučedníka byla během obřadu položena kytice prezidenta republiky a jeho choti.[zdroj?] Obřady přenášela televizní stanice ČT2 v přímém přenosu.
Po obřadech byla stříbrná rakev s ostatky uložena do hrobky v hlavní lodi čihošťského chrámu Nanebevzetí Panny Marie.

## Vzpomínková mše
Dne 26. února 2025 byla v kostele Nejsvětějšího Salvátora s účastí Klubu angažovaných nestraníků sloužena zádušní mše.

## Film o číhošťském zázraku
Komunistické orgány nechaly na téma číhošťského zázraku natočit propagandistický snímek Běda tomu, skrze něhož přichází pohoršení, který měl katolickou církev usvědčit z podvodu a zinscenování zázraku. Měl v něm hrát i sám Josef Toufar, ale protože před natáčením na následky mučení zemřel, byla do filmu vlepena několikavteřinová sekvence z policejních záběrů „rekonstrukce“, u které musel Toufar asistovat jen pár hodin před svou smrtí. Ze záběrů je patrný jeho velmi bídný fyzický stav. Snímek se velice krátce vysílal v kinech (mimo Číhošť, kde k tomu nebyly technické podmínky, ale řada číhošťských tento snímek zhlédla na projekcích v okolí, např. v Ledči nad Sázavou), ovšem jeho účinek byl přesně opačný, neboť byl natolik špatně udělaný, že přesvědčil o zinscenování tohoto případu ze strany státní moci i řadu z těch, kteří v ni předtím nevěřili.[zdroj?] Film sice dozoroval jako „odborný poradce“ bývalý duchovní Církve československé Vladimír Průša, dopustil však aby film obsahoval i zjevné nesmysly, což i u málo poučeného publika film znevěrohodnilo. Snímek točil prominentní komunistický režisér Přemysl Freiman. Pro film bylo zkonstruováno a nafilmováno zařízení, pohybující křížkem na oltáři. Ve filmu bylo zdůrazněno, že nitky a dráty nevedly jenom k oltáři, ale i do Vatikánu a na Wall Street. Dokument se zachoval do dnešní doby. Dalším propagandistickým dílem podobného typu byla kniha Vladimíra Hodače Číhošťský zázrak.

## Připomínky

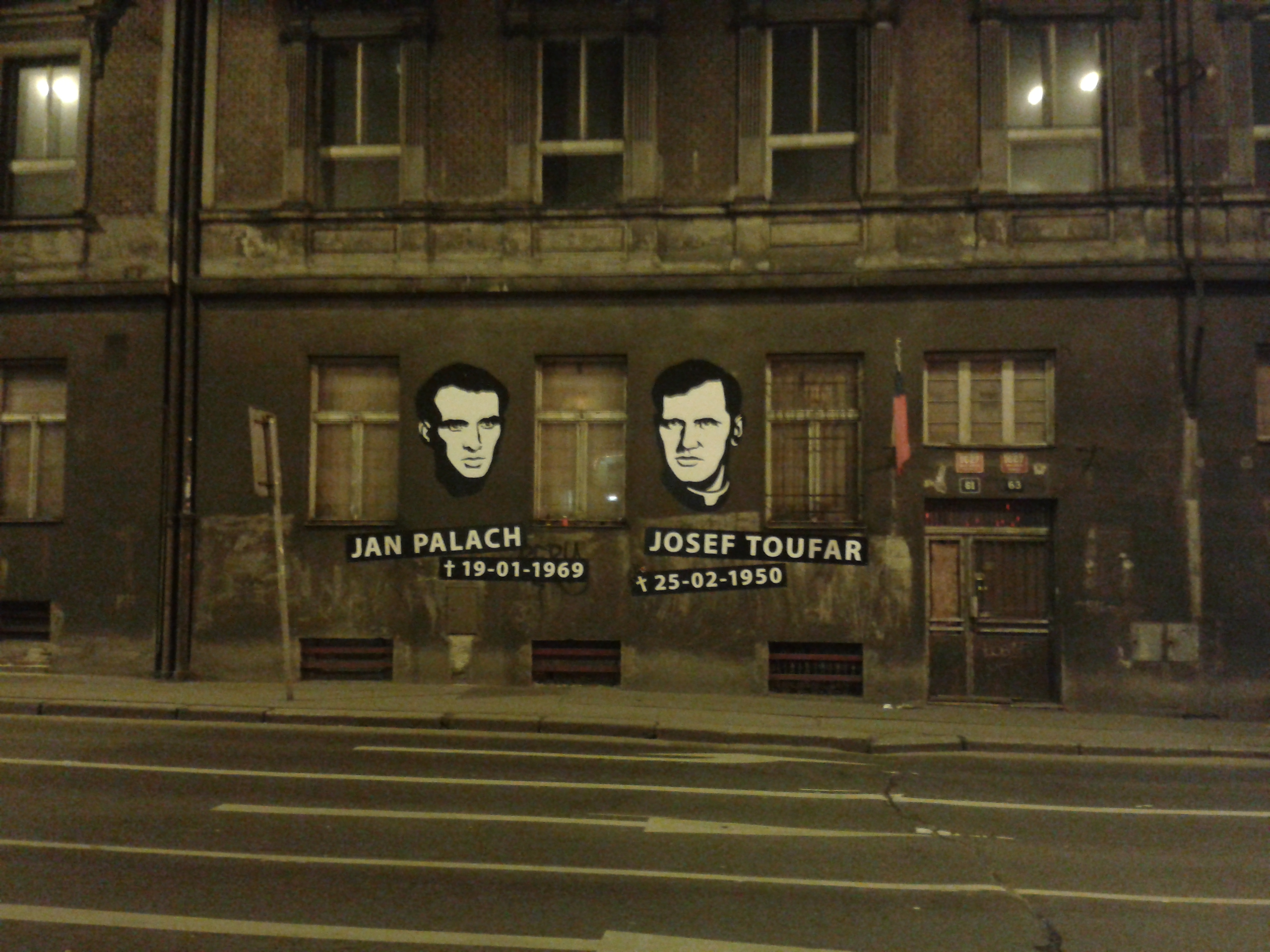
Improvizovaný památník Jana Palacha a Josefa Toufara na chátrající budově bývalé kliniky v pražské Legerově ulici, kde Toufar zemřel.

Pamětní deska připomínající osud tohoto kněze byla odhalena v Číhošti již v roce 1990.
K stému výročí jeho narození v roce 2002 vydala Česká pošta sérii 8000 ks příležitostných dopisnic v nominální hodnotě 5,40 Kč s portrétem Josefa Toufara s přípiskem „100. výročí narození faráře Josefa Toufara, oběti proticírkevních represí.“
Památku Josefa Toufara připomenul ve své první kardinálské mši v chrámu Sv. Víta, Václava a Vojtěcha na Pražském hradě Mons. Dominik kardinál Duka, arcibiskup pražský, v sobotu 25. února 2012. Téhož dne položil také věnec na jeho hrob na Ďáblickém hřbitově.
Improvizovaný památník upomínající Josefa Toufara se v lednu 2014 objevil na chátrající budově bývalé kliniky v pražské Legerově ulici, kde Toufar s Palachem zemřeli.
U příležitosti 67. výročí tragické smrti pátera Josefa Toufara byla v sobotu 25. února 2017 v sakristii kostela svatého Víta v někdejší Zahrádce slavnostně odhalena socha, kterou na uctění památky katolického duchovního vytvořil sochař Olbram Zoubek. Jedná se o poslední sochu, kterou Zoubek za svůj život vytvořil. Pojal ji jako své osobní pokání za to, že kdysi věřil v Toufarovu vinu.
Na podzim roku 2019 byl z veřejné sbírky pořízen zvon, pojmenovaný na připomenutí Toufarova osudu Josef. Zvon byl ulit ve zvonařské dílně rodiny Manouškovy. Tento nový zvon byl v sobotu 26. října 2019 požehnán sídelním královéhradeckým biskupem Janem Vokálem a zavěšen do věže kostela v Zahrádce. Zvon na svém plášti nese reliéf s celkovým pohledem na někdejší městečko.

### Kraj Vysočina
- Pamětní deska Josefu Toufarovi v Arnolci[161]
- Expozice Josef Toufar v Číhošti[162]
- Hrob Josefa Toufara[163]
- Pomník Josefu Toufarovi v Číhošti[164]
- Symbolický hrob Josefa Toufara v Číhošti[165]
- Pomník Josefu Toufarovi v Ledči nad Sázavou[166]
- Pamětní deska Josefu Toufarovi v Polné[167]
- Pamětní deska a socha Josefa Toufara v zaniklé Zahrádce[168]

### Královéhradecký kraj
- Pamětní deska Josefu Toufarovi a všem obětem věznění ve Valdicích[169]

### Praha
- Kříž Josefa Toufara v Praze 8[170]

### Středočeský kraj
- Kříž Josefa Toufara v Příbrami[171]

## Josef Toufar v kultuře

### Komiks
Komiks na pokračování o Toufarovi nakreslila Kristýna Plíhalová pro časopis Tarsicius.

### Hudba
Profesor Jeroným Zajíček, syn odpůrce fašistického a komunistického režimu Františka Zajíčka (popraveného roku 1954) a někdejší spolužák pátera Josefa Toufara, žijící ve Spojených státech amerických, složil na počest svého popraveného otce a spolužáka mučedníka pátera Josefa Toufara skladbu Pater Noster. Toufarovu modlitbu Můj Ježíši zhudebnil Jiří Trtík.

### Film
O Toufarově případu natočil v roce 2004 Jaromír Polišenský (dramaturg Bedřich Ludvík ) televizní film In nomine patris. Hlavní roli Josefa Toufara hrál Viktor Preiss. Režiséra Freimana (ve filmu Neumana) si zahrál Jiří Langmajer, kameramana ztvárnil Pavel Kříž. Polišenského film však není věrný realitě. Toufarovu neteř Marii například líčí jako naivní venkovskou dívku a zjevně nesmyslně naznačuje jakýsi platonický vztah mezi ní a režisérem Neumanem (Marie s filmaři nikdy vůbec nepřišla do kontaktu a navíc se poměrně záhy po strýcově zatčení provdala). Polišenský navíc převzal (nyní již vyvrácenou) legendu, že Toufara při natáčení v kostele musel zastupovat figurant, respektive sám prokurátor Čížek.
V roce 2016 vznikl dokument Jako bychom dnes zemřít měli, který uvedla Česká televize dne 29. listopadu 2016 

### Divadlo
O osobnosti Josefa Toufara pojednává opera Toufar Aleše Březiny, která měla světovou premiéru v Národním divadle v září 2013. Podle knihy Miloše Doležala vznikla inscenace Alžběty Michalové a Barbary Herz Zpráva o zázraku, která se od ledna 2015 hraje ve Sklepní scéně Divadla Husa na provázku v produkci platformy Dok.trin.

## Ocenění
V roce 2012 mu byla udělena Cena Václava Bendy (in memoriam). Dne 28. října 2014 mu český prezident Miloš Zeman udělil medaili Za zásluhy I. stupně.